# 遺腹子
遺腹子，是指生理父亲死后才出生的孩子。在胎儿母亲妊娠期内父亲死亡的孩子，出生后叫做遺腹子。一般法律上，承认遗腹子的继承权。

## 著名遺腹子
- 少康，中国夏朝君主。
- 趙武，春秋时代晋国执政大臣。
- 李陵，汉代名将。
- 鲁淑，三国名将鲁肃子。
- 郑小同，曹魏侍中。
- 亞歷山大四世，亞歷山大大帝之子，阿吉德王朝最後一任國王。
- 沙普尔二世，伊朗萨珊王朝国王。
- 李暠，中国十六国西凉国君。
- 拓跋圭，中国北魏开国皇帝。
- 慕容超，中国十六国南燕末代皇帝。
- 穆罕默德，伊斯兰教创始人。
- 徐孝嗣，南朝宋驸马、南朝齐宰相。
- 司马裔
- 杨政道，隋炀帝的孙子，东突厥隋王。
- 裴行俭，唐朝名将。
- 查理三世 (西法兰克)，法国国王。
- 俄松，吐蕃赞普。
- 赵偲，宋朝越王，宋神宗的幼子。
- 鲍德温五世 (耶路撒冷)，耶路撒冷国王。
- 阿蒂尔一世 (布列塔尼)，布列塔尼公爵，英格兰王位竞争者。
- 卡洛一世 (那不勒斯)，法兰西王子，西西里国王、那不勒斯国王。
- 约翰一世 (法兰西)，法国国王。
- 拉斯洛五世，匈牙利国王，波希米亚国王和奥地利大公。
- 亨利七世 (英格兰)，英格兰国王。
- 克勉七世，教宗。
- 伊什特万，匈牙利国王安德烈二世子，其子为安德烈三世。
- 朱觀𤊟，明朝鲁端王。
- 朱华奎，明朝楚定王。
- 朱华壁，明朝楚贞王。
- 朱由樻，明朝崇愍王。
- 朱由材，明朝河阳王。
- 朱華堞，南明楚王。
- 朱華廛，南明楚王。
- 朱弘桓，南明鲁王。
- 宍户隆家，日本战国时代武将。
- 雅克三世，塞浦路斯国王。
- 艾萨克·牛顿，科學家。
- 奥兰治亲王威廉三世，奥兰治亲王，荷兰执政，英格兰、苏格兰、爱尔兰国王。
- 安德鲁·杰克逊，美国总统。
- 亨利 (尚博伯爵)，又作亨利五世，有争议的法兰西国王。
- 阿方索十三世，西班牙国王。
- 亚历山大·索尔仁尼琴，苏联—俄罗斯作家。
- 樂蒂，香港國語片電影演員。
- 彭小枫，中华人民共和国上将。
- 比爾·克林頓，美國總統。
- 德川家茂，日本德川幕府第十四代將軍。
- 朱镕基，前中华人民共和国国务院总理。
- 李大钊，中国新文化运动旗手，中国共产党创始人之一。
- 萧乾，中国作家、记者和翻译家。
- 孔德成，衍圣公。
- 黄乃，革命家黄兴之子。
- 伊塔馬爾·佛朗哥，巴西总统。
- 薩達姆·海珊，伊拉克独裁者。
- 施文彬，台灣男歌手。
- 黎熙宗，越南黎中兴朝皇帝。

### 不能準確确定是否遗腹子

#### 生父不明
- 萧综，梁武帝皇子，但自认为南齐皇帝萧宝卷遗腹子。

#### 生日分歧
- 夏毅宗，西夏皇帝。

## 著名遗腹女
- 元明月，北魏平原公主。
- 科斯坦察 (西西里)，神圣罗马帝国皇后，西西里女王。
- 奥地利的卡塔里娜 (1507-1578)，葡萄牙王后。
- 丰臣完子，公卿九条幸家之妻。
- 和宮親子內親王，日本德川幕府第十四代將軍御台所。

### 不能準確确定是否遗腹女

#### 生日分歧
- 蒙特费拉的玛丽亚，耶路撒冷女王。